# Leakesville, Mississippi
Leakesville là một thành phố thuộc quận Greene, tiểu bang Mississippi, Hoa Kỳ. Năm 2010, dân số của thành phố này là 898 người.

## Dân số
- Dân số năm 2000: 1 026 người.
- Dân số năm 2010: 898 người.